# Mymaromella
Mymaromella is een geslacht van vliesvleugeligen uit de familie Mymarommatidae. De wetenschappelijke naam van dit geslacht is voor het eerst geldig gepubliceerd in 1931 door Girault.

## Soorten
Het geslacht Mymaromella omvat de volgende soorten:
- Mymaromella chaoi (Lin, 1994)
- Mymaromella cyclopterus (Fidalgo & De Santis, 1982)
- Mymaromella duerrenfeldi (Schlüter & Kohring, 1990)
- Mymaromella mira Girault, 1931
- Mymaromella pala Huber & Gibson, 2008
- Mymaromella palella Huber & Gibson, 2008